# Kobyłki (powiat bełchatowski)
Kobyłki – wieś w Polsce położona w województwie łódzkim, w powiecie bełchatowskim, w gminie Drużbice.
Z Kobyłek i Kobyłek Dużych wywodził się szlachecki ród Kobyłeckich h. Godziemba. W latach osiemdziesiątych XVIII w. wieś była własnością podczaszego sieradzkiego Jana Kobierzyckiego. 
W XIX w. Kobyłki należały do dóbr Drużbice. Liczyły wówczas kilkanaście domów i około 150 mórg użytków rolnych. Oprócz wsi istniała osada skupiona wokół karczmy. W XX w. liczba zagród wzrosła do kilkudziesięciu. Obecnie wieś skupiona jest wzdłuż drogi, biegnącej z Drużbic do Wdowina oraz wzdłuż równoległej drogi polnej.
Pośrodku wsi stoi murowana przydrożna kapliczka wzniesiona w 2010 r. (na miejscu poprzedniej z lat osiemdziesiątych XX w). Jeszcze na początku XXI stulecia w Kobyłkach znajdowało się kilka starych budynków wzniesionych w konstrukcji wieńcowej. Ocalały tylko trzy pochodzące z okresu międzywojennego.
W latach 1975–1998 miejscowość administracyjnie należała do województwa piotrkowskiego.